# 肯尼思·L·布拉克斯特
肯尼思·莱昂·布拉克斯特爵士（英語：Kenneth Lyon Blaxter，1919年6月19日—1991年4月18日）是一位英国动物营养学家，1967年当选英国皇家学会会士，1979年与杰·劳伦斯·卢什共同获得第二届沃爾夫農業獎，1979–1982年担任爱丁堡皇家学会主席。